# GloRilla
Глория Халлелуя Вуд (англ. Gloria Hallelujah Wood; род. 28 июля 1999 года) — американская рэперша из Мемфиса (Теннесси), известная профессионально как GloRilla. Она впервые стала известной благодаря своему синглу 2022 года «F.N.F. (Let’s Go)» (совместно с Hitkidd), который поднялся в топ-50 чарта Billboard Hot 100 и привел ее к подписанию контракта с рекорд-лейблом своего соотечественника рэпера из Мемфиса, Yo Gotti, Collective Music Group, подразделением Interscope Records в июле того же года. Выпущенный в тот же месяц ее следующий сингл «Tomorrow» записан совместно (с Cardi B), который поднялось в топ-10 чарта Billboard Hot 100 и получило двукратную платиновую сертификацию от Recording Industry Association of America (RIAA). Обе песни вместе с золотым синглом «Blessed», предшествовали выпуску ее дебютного мини-альбома (EP) Anyways, Life’s Great в ноябре, который вошел в чарт Billboard 200 на 11-м месте.
Ее сингл «Yeah Glo!» 2024 года стал ее второй песней, попавшей в топ-40, как и сингл «Wanna Be» (с Megan Thee Stallion), они предшествовали выпуску ее дебютного коммерческого микстейпа, Ehhthang Ehhthang, 5 апреля 2024 года, сингл дебютировал на 11-м месте чарта Billboard Hot 100.

## Ранние годы
Вуд родилась 28 июля 1999 года в Мемфисе. Она училась на дому до 5-го класса, позже окончила подготовительную среднюю школу колледжа Мартина Лютера Кинга-младшего. Она начала читать рэп, когда ей было 16.
В детстве она была частью церковного хора своей церкви, поэтому изначально хотела стать певицей, но после потери голоса решила переключиться на рэп. Она также рассматривала сценический псевдоним «Big Glo». Но её двоюродный брат помог ей придумать действующей сценический псевдоним. Она восьмая из 10 детей, рожденных со стороны матери.

## Карьера
Вуд выпустила свой микстейп «Most likely Up Next» в 2019 году и мини-альбом «P Status» в 2020 году.
В апреле 2022 года Вуд обрел большую известность и популярность после выпуска «F.N.F. (Let’s Go)» с продюсером Хиткиддом. Песня стала вирусной и привела к #FNFChallenge на TikTok. Ремикс песни с участием Latto и JT был выпущен в сентябре, с анонсом, что следом выйдет ремикс с Saweetie. Эта песня привела к ее номинации на две премии на 2022 BET Hip Hop Awards, где она выступала на ней в октябре.
В июне 2022 года Вуд и Дюк Дьюс выпустили песню «Just Say That». В июле она подписала контракт со своим коллегой из Мемфиса рэпером Йо Готти с звукозаписывающем лейблом Collective Music Group. Она была представлена в сборнике Gangsta Art. В сентябре она выпустила песню «Tomorrow 2» с участием Cardi B. В ноябре она выпустила свой EP альбом, Жизнь прекрасна. Она была представлена вместе с рэпером Gangsta Boo в сингле Latto.
В январе 2023 года она и ее коллега по лейблу Moneybagg Yo сотрудничал над синглом «On Wat U On».. В феврале давка на концерте с ее участием в Main Street Armory в Рочестере, штат Нью-Йорк привела к гибели 3 человек и ранению 7 человек. Давка началась после того, как зрителям показалось, что они услышали выстрелы, когда люди покидали зал В июне она была выбрана в качестве 2023 XXL Freshmen Class..

## Направление
Вуд описывает свою музыку как «крутую и доминирующую». Она известна своим «глубоким и текстурированным произношением». Вуд была вдохновлена Chief Keef.

## Благотворительность
В сентябре 2022 года Вуд вернулась в свою подготовительную школу колледжа Мартина Лютера Кинга в Мемфисе, штат Теннесси, чтобы пожертвовать 25 000 долларов.

## Дискография

### Мини-альбомы
| P Status                                                                                    | - Дата выхода: 23 мая 2020 - Лейбл: Self-released - Формат: Цифровая загрузка, потоковое вещание           | —  | — | — |
| Anyways, Life's Great                                                                       | - Дата выхода: 11 ноября 2022 года - Лейбл: CMG, Interscope - Формат: Цифровая загрузка, потоковое вещание | 11 | 5 | 4 |
| «—» обозначает запись, которая не попала в чарты или не была выпущена на данной территории. | |    |   |   |

### Микстейпы
| Most Likely Up Next                                                                         | - Дата выхода: 24 июня 2019 - Лейбл: Self-released - Формат: Digital download, streaming         | —  | — | — |
| Ehhthang Ehhthang                                                                           | - Дата выхода: 5 апреля 2024 года - Лейбл: CMG, Interscope - Формат: Digital download, streaming | 18 | 5 | 3 |
| «—» обозначает запись, которая не попала в чарты или не была выпущена на данной территории. |                                                                                                  |    |   |   |

### Сборные альбомы
| Gangsta Art (with CMG the Label)                                                            | - Дата выхода: 15 июля 2022 - Лейбл: CMG, Interscope - Формат: Digital download, streaming     | 11 | 6 | 3 |
| Gangsta Art 2 (with CMG the Label)                                                          | - Дата выхода: 29 сентября 2023 - Лейбл: CMG, Interscope - Формат: Digital download, streaming | —  | — | — |
| «—» обозначает запись, которая не попала в чарты или не была выпущена на данной территории. |                                                                                                |    |   |   |

### Синглы

#### Как ведущий исполнитель
| «Afford Me» (featuring JaTavia Akiaa)                                                       | 2019 | —  | —  | —  | —  | —   |                                | Неальбомные синглы    |
| «Outside» (featuring Niki Pooh)                                                             | 2021 | —  | —  | —  | —  | —   |                                | Неальбомные синглы    |
| «Don’t Kno (Remix)»                                                                         | 2022 | —  | —  | —  | —  | —   |                                | Неальбомные синглы    |
| «F.N.F. (Let's Go)» (with Hitkidd or remix featuring Latto and JT)                          | 2022 | 42 | 11 | —  | —  | —   | - RIAA: Platinum               | Anyways, Life’s Great |
| «Big Shit»                                                                                  | 2022 | —  | —  | —  | —  | —   |                                | Неальбомный сингл     |
| «Tomorrow» (solo or featuring Cardi B)                                                      | 2022 | 9  | 3  | 78 | 22 | 39  | - RIAA: 2× Platinum - MC: Gold | Anyways, Life’s Great |
| «Blessed»                                                                                   | 2022 | —  | 37 | —  | —  | —   | - RIAA: Gold                   | Anyways, Life’s Great |
| «Nut Quick»                                                                                 | 2022 | —  | —  | —  | —  | —   |                                | Anyways, Life’s Great |
| «On Wat U On» (with Moneybagg Yo)                                                           | 2023 | 56 | 21 | —  | —  | —   |                                | Hard to Love          |
| «Internet Trolls»                                                                           | 2023 | —  | —  | —  | —  | —   |                                | Неальбомный сингл     |
| «Ex’s (Phatnall Remix)» (with Lil Durk)                                                     | 2023 | —  | 40 | —  | —  | —   |                                | Anyways, Life’s Great |
| «Lick or Sum»                                                                               | 2023 | —  | —  | —  | —  | —   |                                | Неальбомные синглы    |
| «Wrong One» (with Gloss Up and Slimeroni, featuring K. Carbon, Aleza, and Tay Keith)        | 2023 | —  | —  | —  | —  | —   |                                | Неальбомные синглы    |
| «Yeah Glo!»                                                                                 | 2024 | 32 | 12 | —  | 20 | 167 |                                | Ehhthang Ehhthang     |
| «Wanna Be» (featuring Megan Thee Stallion)                                                  | 2024 | 11 | 5  | —  | 26 | 38  |                                | Ehhthang Ehhthang     |
| «—» обозначает запись, которая не попала в чарты или не была выпущена на данной территории. |      |    |    |    |    |     |                                |                       |

#### Как соисполнитель
| Название                                                                                     | Год  | Альбом               |
| -------------------------------------------------------------------------------------------- | ---- | -------------------- |
| «Set the Tone Part 2» (Hitkidd featuring Aleza, GloRilla, Gloss Up, K Carbon, and Slimeroni) | 2021 | Set the Tone         |
| «Hot Potato» (Hitkidd featuring Aleza, GloRilla, Gloss Up, K Carbon, and Slimeroni)          | 2021 | Set the Tone         |
| «Just Say That» (Duke Deuce featuring GloRilla)                                              | 2022 | Crunkstar            |
| «Better Thangs (Remix)» (Ciara featuring Summer Walker and GloRilla)                         | 2022 | Неальбомные синглы   |
| «FTCU» (Latto featuring GloRilla and Gangsta Boo)                                            | 2022 | Неальбомные синглы   |
| «Leave the Club» (Don Toliver featuring GloRilla and Lil Durk)                               | 2023 | Love Sick            |
| «Outside» (G Herbo featuring GloRilla and Mello Buckzz)                                      | 2023 | Strictly 4 My Fans 2 |
| «Keep Dat Nigga (Part 2)» (Icandy featuring GloRilla, Kaliii, and Big Boss Vette)            | 2023 | Неальбомные синглы   |
| «In the Truck» (FendiDa Rappa featuring Glorilla)                                            | 2023 | Неальбомные синглы   |
| «Embarrassing» (YTB Fatt featuring Glorilla)                                                 | 2023 | Неальбомные синглы   |

## Фильмография
| Год  | Название           | Роль    | Примечания                                |
| ---- | ------------------ | ------- | ----------------------------------------- |
| 2023 | RapCaviar Presents | Herself | Guest; Episode: «Coi Leray — Hate Me Now» |
| 2023 | Wild 'n Out        | Herself | Guest; Season 19, Episode 2               |

## Туры
Открывающий
- Megan Thee Stallion — Hot Girl Summer Tour (2024)

## Награды и номинации
| Организация              | Год  | Награда                        | Работа                   | Результат | Прим.  |
| ------------------------ | ---- | ------------------------------ | ------------------------ | --------- | ------ |
| American Music Awards    | 2022 | Favorite Female Hip-Hop Artist | Herself                  | Номинация | [ 44 ] |
| BET Awards               | 2023 | Album of the Year              | Anyways, Life’s Great    | Номинация | [ 45 ] |
| BET Awards               | 2023 | Best Collaboration             | «F.N.F. (Let’s Go)»      | Номинация | [ 45 ] |
| BET Awards               | 2023 | Best Collaboration             | «Tomorrow 2» (с Cardi B) | Номинация | [ 45 ] |
| BET Awards               | 2023 | Video of the Year              | «Tomorrow 2» (с Cardi B) | Номинация | [ 45 ] |
| BET Awards               | 2023 | Best Female Hip Hop Artist     | Herself                  | Номинация | [ 45 ] |
| BET Awards               | 2023 | Best New Artist                | Herself                  | Номинация | [ 45 ] |
| BET Hip Hop Awards       | 2022 | Best New Hip Hop Artist        | Herself                  | Победа    | [ 46 ] |
| BET Hip Hop Awards       | 2022 | Best Song of the Year          | «F.N.F. (Let’s Go)»      | Номинация | [ 46 ] |
| BET Hip Hop Awards       | 2023 | Hip Hop Artist of the Year     | Herself                  | Номинация | [ 47 ] |
| BET Hip Hop Awards       | 2023 | Hip Hop Album of the Year      | Anyways, Life’s Great    | Номинация | [ 47 ] |
| BET Hip Hop Awards       | 2023 | Song of the Year               | «Tomorrow 2» (с Cardi B) | Номинация | [ 47 ] |
| BET Hip Hop Awards       | 2023 | Best Hip Hop Video             | «Tomorrow 2» (с Cardi B) | Номинация | [ 47 ] |
| BET Hip Hop Awards       | 2023 | Best Collaboration             | «Tomorrow 2» (с Cardi B) | Номинация | [ 47 ] |
| Grammy Awards            | 2023 | Best Rap Performance           | «F.N.F. (Let’s Go)»      | Номинация | [ 48 ] |
| IHeartRadio Music Awards | 2023 | Hip-Hop Song of the Year       | «F.N.F. (Let’s Go)»      | Номинация | [ 49 ] |
| IHeartRadio Music Awards | 2023 | Best New Hip-Hop Artist        | Herself                  | Победа    | [ 49 ] |
| MTV Europe Music Awards  | 2023 | Best Push                      | Herself                  | Номинация | [ 50 ] |
| MTV Video Music Awards   | 2023 | Best New Artist                | Herself                  | Номинация | [ 51 ] |
| MTV Video Music Awards   | 2023 | Best Hip Hop                   | «Tomorrow 2» (с Cardi B) | Номинация | [ 51 ] |

## Примечание
1. ↑  GloRilla Reveals Her Real Name, Fans React. VIBE (10 октября 2022). Дата обращения: 1 мая 2024. Архивировано 4 декабря 2022 года.
2. 1 2  Trapp, Malcolm (21 марта 2024). GloRilla Announces Her Upcoming Mixtape 'Ehhthang Ehhthang'. Rap-Up. Архивировано 29 марта 2024. Дата обращения: 29 марта 2024.
3. 1 2  GloRilla (Сентябрь 2022). Interview: GloRilla Is Here to Stay. BET (Interview). Interviewed by BET.com. Архивировано из оригинала 23 сентября 2022.
4. ↑  Seabrook III, Robby. GloRilla proves sleeping on her is a big mistake. XXL (29 сентября 2022). Дата обращения: 1 мая 2024. Архивировано 24 ноября 2022 года.
5. 1 2  Jackson, Alexis. GloRilla Is Good at Going Viral — But Don't Call Her a TikTok Rapper. www.refinery29.com. Дата обращения: 1 мая 2024. Архивировано 23 сентября 2022 года.
6. ↑  8 Facts About GloRilla, The Memphis Rapper Who Captivated The Rap Scene With Her Summer Anthem (амер. англ.). news.yahoo.com. Дата обращения: 19 февраля 2023. Архивировано 19 февраля 2023 года.
7. ↑  White, Brooklyn. GloRilla, The Princess Of Crunk. Essence (28 октября 2022). Дата обращения: 1 мая 2024. Архивировано 2 июня 2023 года.
8. ↑  Hip Hop Awards 2022: Who is GloRilla? Get to Know the Burgeoning Rapper Repping Memphis. BET. Дата обращения: 23 сентября 2022. Архивировано из оригинала 27 сентября 2022 года.
9. ↑  Nominations and Winners: The Complete List | BET Hip Hop Awards 2022. www.bet.com. Дата обращения: 23 сентября 2022. Архивировано из оригинала 27 октября 2021 года.
10. ↑  Performances: The Complete List of Performers | BET Hip Hop Awards. www.bet.com. Дата обращения: 23 сентября 2022. Архивировано из оригинала 23 сентября 2022 года.
11. ↑  Davis, Ahmad (22 июля 2022). Duke Deuce Is The Latest 'Crunkstar' Coming Out of Memphis. Billboard. Архивировано 23 сентября 2022. Дата обращения: 1 мая 2024.
12. ↑  Gangsta Boo proudly gives fellow Memphis emcee GloRilla her blessing. REVOLT. Дата обращения: 1 мая 2024. Архивировано 23 сентября 2022 года.
13. ↑  Cardi B Joins Glorilla on New Song "Tomorrow 2". Pitchfork (23 сентября 2022). Дата обращения: 1 мая 2024. Архивировано 25 сентября 2022 года.
14. ↑  GloRilla Shares Cardi B-Assisted Song and Video "Tomorrow 2" After Making Big Donation to Former High School. Complex. Дата обращения: 1 мая 2024. Архивировано 23 сентября 2022 года.
15. ↑  Rowley, Glenn (21 сентября 2022). Here's When Cardi B's 'Tomorrow 2' Collab With GloRilla Arrives. Billboard. Архивировано 21 сентября 2022. Дата обращения: 1 мая 2024.
16. ↑  GloRilla announces release date for debut album 'Anyways, Life's Great...' (амер. англ.). REVOLT. Дата обращения: 3 декабря 2022. Архивировано 3 декабря 2022 года.
17. ↑  Latto shares "FTCU" feat. GloRilla and Gangsta Boo. The FADER. Дата обращения: 1 мая 2024. Архивировано 3 декабря 2022 года.
18. ↑  GloRilla Joins Moneybagg Yo for New Song and Video "On Wat U On". Complex. Дата обращения: 1 мая 2024. Архивировано 28 января 2023 года.
19. ↑  GloRilla concert stampede claims third victim; New York venue closed indefinitely. USA Today. Дата обращения: 1 мая 2024. Архивировано 10 марта 2023 года.
20. ↑  Woods, Aleia. 2023 XXL Freshman Class Revealed. XXL (21 июня 2023). Дата обращения: 1 мая 2024. Архивировано 22 июня 2023 года.
21. ↑  Porter, Sierra (21 ноября 2022). GloRilla: November's R&B/Hip-Hop Rookie of the Month. Billboard. Архивировано 26 ноября 2022. Дата обращения: 1 мая 2024.
22. ↑  Fondren, Precious. How GloRilla Went From Rising Memphis Rapper to Grammy Nominee in the Same Year. GQ (22 ноября 2022). Дата обращения: 1 мая 2024. Архивировано 2 июня 2023 года.
23. ↑  Memphis rapper GloRilla brings a female voice to the city's hip-hop renaissance (амер. англ.). The Commercial Appeal. Дата обращения: 3 декабря 2022. Архивировано 5 декабря 2022 года.
24. ↑  Aniftos, Rania (23 сентября 2022). Rapper GloRilla Returns to High School to Donate $25,000. Billboard (англ.). Дата обращения: 23 сентября 2022.
25. ↑  GloRilla Donates $25K To Former High School In Memphis (англ.). TMZ. Дата обращения: 23 сентября 2022. Архивировано 22 сентября 2022 года.
26. 1 2  GloRilla Chart History: Billboard 200. Billboard. Архивировано 11 августа 2023. Дата обращения: 16 апреля 2024.
27. 1 2  GloRilla Chart History: Top R&B/Hip-Hop Albums. Billboard. Архивировано 12 августа 2023. Дата обращения: 16 апреля 2024.
28. 1 2  GloRilla Chart History: Top Rap Albums. Billboard. Архивировано 11 августа 2023. Дата обращения: 16 апреля 2024.
29. ↑  DeVille, Chris. Stream GloRilla’s Debut EP Anyways, Life’s Great… Stereogum (11 ноября 2022). Дата обращения: 29 марта 2024. Архивировано 8 декабря 2023 года.
30. ↑  billboardcharts. Debuts on this week's #Billboard200 (1/2)... [твит]. Твиттер (25 июля 2022). Дата обращения: 26 июля 2022.
31. ↑  Top R&B/Hip-Hop Albums chart: Week of July 30, 2022. Billboard. Архивировано 26 июля 2022. Дата обращения: 25 июля 2022.
32. ↑  Top Rap Albums chart: Week of July 30, 2022. Billboard. Архивировано 26 июля 2022. Дата обращения: 25 июля 2022.
33. ↑  Yo Gotti and CMG The Label paints some 'Gangsta Art' on new album. Revolt. Дата обращения: 1 мая 2024. Архивировано 15 июля 2022 года.
34. ↑  Schube, Will. GloRilla, Yo Gotti, EST Gee, And More Star On CMG The Label’s ‘Gangsta Art 2’. udiscovermusic. Дата обращения: 30 сентября 2023. Архивировано 3 октября 2023 года.
35. ↑  GloRilla Chart History: Hot 100. Billboard. Архивировано 25 апреля 2024. Дата обращения: 23 апреля 2024.
36. ↑  GloRilla Chart History: Hot R&B/Hip-Hop Songs. Billboard. Архивировано 12 августа 2023. Дата обращения: 16 апреля 2024.
37. ↑  GloRilla Chart History: Canadian Hot 100. Billboard. Архивировано 12 августа 2023. Дата обращения: 11 августа 2023.
38. ↑  NZ Hot Singles Chart. Recorded Music NZ (3 октября 2022). Дата обращения: 1 октября 2022. Архивировано из оригинала 30 сентября 2022 года.
  - «Yeah Glo!»: NZ Hot Singles Chart. Recorded Music NZ (11 марта 2024). Дата обращения: 8 марта 2024. Архивировано из оригинала 8 марта 2024 года.
  - «Wanna Be»: NZ Hot Singles Chart. Recorded Music NZ (15 апреля 2024). Дата обращения: 12 апреля 2024. Архивировано из оригинала 26 апреля 2024 года.
39. ↑  GloRilla Chart History: Global 200. Billboard. Архивировано 12 августа 2023. Дата обращения: 16 апреля 2024.
40. 1 2 3  American    certifications – GloRilla (англ.). Recording Industry Association of America. Дата обращения: 13 июля 2023.
41. ↑  Canadian    certifications – GloRilla (англ.). Music Canada. Дата обращения: 17 февраля 2023.
42. 1 2 3  GloRilla Chart History: Bubbling Under Hot 100. Billboard. Архивировано 11 августа 2023. Дата обращения: 11 августа 2023.
43. ↑  Breihan, Tom. GloRilla Releases New Single "Nut Quick": Listen. Stereogum (9 ноября 2022). Дата обращения: 22 ноября 2022. Архивировано 22 ноября 2022 года.
44. ↑  Heching, Dan. See who won at the American Music Awards. CNN (20 ноября 2022). Дата обращения: 1 мая 2024. Архивировано 21 ноября 2022 года.
45. ↑  The Nominees For 'BET Awards' 2023 Are Here! BET (8 июня 2023). Дата обращения: 1 мая 2024. Архивировано 8 июня 2023 года.
46. ↑  BET Hip Hop Awards 2022: The Complete Winners List (амер. англ.). Entertainment Tonight. Дата обращения: 5 октября 2022. Архивировано 5 октября 2022 года.
47. ↑  Grein, Paul. Cardi B & 21 Savage Lead Nominations for 2023 BET Hip Hop Awards: Full List. Billboard (7 сентября 2023). Дата обращения: 9 сентября 2023. Архивировано 7 сентября 2023 года.
48. ↑  Atkinson, Katie (15 ноября 2022). 2023 Grammy Nominations: The Complete List. Billboard. Архивировано 5 декабря 2022. Дата обращения: 15 ноября 2022.
49. ↑  Fields, Taylor. 2023 iHeartRadio Music Awards: See The Full List Of Nominees. iHeart (11 января 2023). Дата обращения: 1 мая 2024. Архивировано 11 января 2023 года.
50. ↑  Grein, Paul. Taylor Swift Is Top Winner of 2023 MTV EMA Awards, the Show That Didn’t Go On (Full List). Billboard (5 ноября 2023). Дата обращения: 1 мая 2024. Архивировано 6 ноября 2023 года.
51. ↑  Grein, Paul (8 августа 2023). Taylor Swift Is Top Nominee for 2023 MTV Video Music Awards (Complete List). Billboard. Архивировано 8 августа 2023. Дата обращения: 10 августа 2023.